# Glaciar Balish
El glaciar Balish (79°25′S 84°30′O / -79.417, -84.500) es un glacial, que mide 33 km de largo, que fluye hacia el norte desde Soholt Peaks para ingresar al glaciar Splettstoesser justo al noreste de Springer Peak, en la Cordillera Heritage, Montes Ellsworth, en la Antártida. Fue cartografiado por el Servicio Geológico de Estados Unidos a partir de estudios y fotografías aéreas de la Armada de América 1961–66, y el Comité Consultivo sobre Nomenclatura Antártica lo nombró el comandante Daniel Balish, oficial ejecutivo del Escuadrón VX-6 de la Marina de los EE. UU. Durante la Operación Deep Freeze 1965 y Comandante en Jefe en 1967.